# Tribunal arbitrário

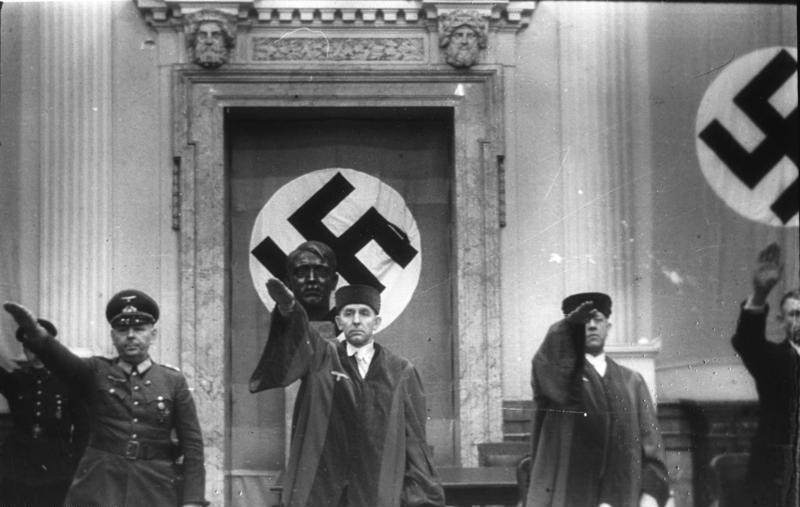
Sessão do Tribunal do Povo na Alemanha nazista, um tribunal arbitrário que conduzia julgamentos encenados de inimigos políticos.

Um tribunal arbitrário ou corte canguru é um tribunal que ignora padrões reconhecidos de direito e justiça. A definição também se aplica a julgamentos conduzidos por autoridades judiciais legítimas que intencionalmente ignoram as obrigações jurídicas e éticas. Frequentemente é negada a representação legal aos réus, e em alguns casos a própria defesa.
As causas mais relatadas para tribunais arbitrário são viés preconcebido do julgador ou motivações políticas. Tais julgamentos são frequentemente instituídos com a intenção de dar aparência de um processo justo, apesar do veredito ter sido concebido antes mesmo do processo iniciar. Um exemplo é o julgamento de Pol Pot e seu irmão Ieng San pelo Tribunal Revolucionário do Povo no Camboja em agosto de 1979. Após um longo julgamento que durou cinco dias, ambos foram sentenciados a pena de morte in absentia em 19 de agosto de 1979.
Evidências conclusivas mostraram que os vereditos e os papéis com sentença haviam sido preparados antes do início do julgamento.
Baseado nessas evidências as Nações Unidas não reconheceram o tribunal alegando que este não seguiu os padrões do direito internacional.
Um tribunal arbitrário também pode se desenvolver quando a estrutura e a operação do fórum resultam em condições desiguais entre as partes envolvidas. Um exemplo comum é quando os disputantes institucionais têm vantagens estruturais excessivas e injustas sobre disputantes individuais.

## Ver Também
- Lawfare
- Linchamento
- Farsa judicial
- Tribunal de exceção